# Remmy Ongala
Remmy Ongala (Kivu, 1947 – Dar es Salaam, 13 dicembre 2010) è stato un chitarrista e cantante della Repubblica Democratica del Congo.
È stato uno dei musicisti di spicco della Real World Records, l'etichetta discografica fondata da Peter Gabriel. È stato leader del gruppo musicale Super Matimila Orchestra.

## Biografia
Ramadhani "Remmy" Mtoro Ongala si è formato musicalmente nella scena del soukous congolese, ispirandosi ad artisti come Franco. Iniziò la propria carriera suonando dal vivo nello Zaire e in Uganda. Nei primi anni ottanta fu invitato da un parente a trasferirsi in Tanzania per suonare nel gruppo di muziki wa dansi Orchestra Makassy. Quando l'orchestra si trasferì in Kenya, Ongala rimase a Dar es Salaam fondando il proprio gruppo, la Matimila Orchestra (poi ribattezzato "Super Matimila").
Negli anni '80 l'industria discografica tanzaniana, tecnologicamente arretrata rispetto a quella del Kenya e di altri paesi africani, versava in una situazione di forte crisi. Di conseguenza, la Super Matimila Orchestra incise pochissimi album, nonostante una intensissima attività di performance dal vivo e una grande diffusione radiofonica.
Nel 1988 Ongala fu notato dall'etichetta Real Word, fondata da Peter Gabriel, che lo lanciò sulla scena internazionale durante il tour WOMAD. Con la stessa etichetta Ongala incise due album (Songs for the Poor Man e Mambo). La Real World chiese a Ongala di trasferirsi a Londra per inserirlo definitivamente nella scena britannica della world music, ma Ongala rifiutò, decidendo di restare a Dar es Salaam e tornando a incidere per etichette locali.
La sua canzone "Kipenda Roho" è stata utilizzata nel film di Oliver Stone " Natural born killer".
Malato di diabete e colpito da una parziale paralisi che gli impediva di suonare la chitarra, ha sempre più diradato le sue apparizioni pubbliche. È morto nel 2010.

## Stile
Ongala ha contribuito a creare un approccio musicale noto in swahili come ubongo (letteralmente "cervello"), caratterizzato dall'uso della musica come mezzo di espressione di contenuti sociali e politici impegnati. Convinto sostenitore del socialismo ujamaa di Julius Nyerere, Ongala si è spesso scagliato nei suoi brani contro l'ingiustizia sociale, il razzismo, la povertà. I suoi versi sono anche caratterizzati da un forte pessimismo, che gli è valso il nomignolo di "Mr. Death" ("signor Morte"); proprio kifo ("morte" in swahili) è il titolo di uno dei suoi brani più celebri.
(Remmy Ongala)

## Discografia parziale
- Songs for the Poor Man, Real World 1989
- Mambo, Real World 1992
- Sema, SoCa Music 2000